# Шарбини, Ахмад
Ахмад аль-Шарбини (хорв. Ahmad Al-Sharbini, родился 21 февраля 1984 в Риеке) — хорватский футболист палестино-сирийского происхождения, нападающий «Аль-Вахда Мекка».

## Карьера

### Клубная
Карьеру игрока начал в сезоне 2002/2003 в «Риеке», позднее выступал за клуб «Аль-Вахда» из ОАЭ и швейцарский «Люцерн».. 13 августа 2009 подписал контракт с «Хайдуком» (вместе со своим братом Анасом). Занимает место третьего форварда в составе, но закрепился в составе после травм Ивана Вуковича и Анте Вукушича. В матче против «Загреба» оформил дубль, что принесло победу 4:0 его команде. В 2012 году продан в команду «Истра 1961».

### В сборной
В составе юношеской сборной играл на чемпионате мира 2001 в Тринидаде и Тобаго. В составе молодёжной сборной Хорватии сыграл 13 игр и забил два гола. Юридически имеет право играть как за Хорватию, так и за Сирии.

## Семья
Есть брат Анас, который выступал в том же клубе, что и Ахмад. Отец Ахмада, Джамаль, родился в Дамаске и приехал в Риеку в 1980-е годы, будучи студентом экономического факультета. Мать Ахмада, Ранка — хорватка, родившаяся в селе Гробник.